# Supervisor del ganado (Antiguo Egipto)
| m | r | E1 · Z2 |

| m | r | E1 · Z2 |

Supervisor del ganado (en egipcio antiguo: jmy-r jḥw) fue un cargo oficial del Antiguo Egipto, durante el Imperio Nuevo.
El Onomasticon de Amenope, que describe la organización de la administración egipcia en época ramésida, menciona al supervisor del ganado como uno de los miembros del "alto consejo" (qnbt ꜥꜢt), dirigido por el chaty, responsable de la administración civil. Dentro de este consejo, el supervisor del ganado pertenecía a la rama de la administración encargada de la administración de los recursos, que estaba dirigida por el supervisor de los tesoros. La principal responsabilidad del cargo era el mantenimiento de un inventario de todo el ganado del país y la recogida de sus pieles.
Existen inscripciones que indican que en el año 3 de Ramsés IV (1152 a. C.), el supervisor del ganado era uno de los diferentes oficiales civiles y militares de alto rango enviados con más de 7.000 trabajadores en una expedición de extracción a Uadi Hammamat. El papel del supervisor en esta expedición era asegurar los suministros de pieles de ganado, que luego se entregaban a los escribas del ejército para que las distribuyeran a los trabajadores. Esta expedición es un ejemplo de la forma en que diferentes ramas de la administración egipcia pudieron colaborar eficazmente en la dinastía XIX. Por el contrario, en el decreto de Horemheb de la dinastía XVIII, los regimientos del ejército son reprendidos por requisar pieles de ganado de la población local, algo que solo el supervisor del ganado podía hacer.
En el Papiro Wilbour, probablemente del año 4 de Ramsés V (1146 a. C.), el supervisor del ganado tiene el control último sobre algunas parcelas de tierra real (jato) y tierras pertenecientes al harén del faraón, que se ponían bajo la administración de dos niveles de funcionarios subordinados y eran trabajadas colectivamente por trabajadores locales.

## Supervisor del ganado de Amón
Ya en el reinado de Tutmosis II existía un supervisor del ganado separado para las propiedades pertenecientes al recinto de Amón-Ra en Tebas.

## Supervisor del ganado en Nubia
Hubo otro supervisor de ganado en la administración provincial de Nubia, bajo la autoridad del virrey de Kush, durante el reinado de Tutankamon.
Estos virreyes eran responsable de supervisar el área al norte de la Tercera Catarata, que se dividía en Uauat al norte, centrado en Aniba y Kush en el sur, centrado en Soleb durante la dinastía XVIII y más tarde en Amara Oeste. Además del supervisor del ganado, contaban con el apoyo de varios escribas y los sacerdotes de los templos egipcios locales.